# Armentulus
Armentulus là một chi bướm ngày thuộc họ Lycaenidae.